# Peter Zihlmann
Peter Zihlmann (ur. 1874, zm. 14 maja 1941 w Auschwitz-Birkenau) – niemiecki malarz pochodzenia żydowskiego.

## Życiorys
Podczas II wojny światowej wywieziony do obozu koncentracyjnego w Auschwitz, gdzie został powieszony w 1941 roku.
Malował głównie techniką olejną. Jego rysunek stworzony w obozie zagłady został sprzedany na aukcji w USA za 300 tys. dolarów.